# Lamprocryptidea ferruginator
Lamprocryptidea ferruginator là một loài tò vò trong họ Ichneumonidae.